# Jean Kerebel
Jean-Baptiste Clément Hippolyte Kerebel (ur. 2 kwietnia 1918 w Paryżu, zm. 9 marca 2010 w Le Bugue) – francuski lekkoatleta (sprinter), wicemistrz olimpijski z 1948.

## Życiorys
Walczył w II wojnie światowej. Spędził pięć lat w obozie jenieckim na Pomorzu. Dopiero po powrocie z niewoli zaczął uprawiać lekkoatletykę.
Specjalizował się w biegu na 400 metrów. Na igrzyskach olimpijskich w 1948 w Londynie zdobył srebrny medal w sztafecie 4 × 400 metrów (biegła w składzie: Kerebel, Francis Schewetta, Robert Chef d’Hôtel i Jacques Lunis), za zespołem Stanów Zjednoczonych.
Był brązowym medalistą mistrzostw Francji w 1948.
Kerebel był rekordzistą Francji w sztafecie 4 × 400 metrów z wynikiem 3:13,6 uzyskanym 16 sierpnia 1948 w Colombes. Jego rekord życiowy na 400 metrów wynosił 48,6 i pochodził z 1948.